# Pallas konsthögskola
Pallas konsthögskola (estniska: Kõrgem Kunstikool Pallas) i Tartu var en privat konsthögskola med utbildning i konst, formgivning, arkitektur, media, konsthistoria och av  konservatorer. 
Pallas konsthögskola grundades 1919 som Pallas konstskola av en grupp konstnärer i Tartu, bland andra Konrad Mägi, som i januari året innan hade bildat Pallas konstförening. Pallas konstskola var vid denna tid friare i sina undervisningsmetoder än Estlands konstakademi i Tallinn. Undervisningen baserade sig på personliga relationer mellan elever och lärare, vilka senare oftast var utövande konstnärer. Detta ledde till betydande konstnärlig och stillmässig variation, och tillät tidigt inflytande av nya strömningar inom konsten. Skolan blev på så sätt under mellankrigstiden och omedelbart efter andra världskriget den ledande konstskolan i Estland.
År 1923 fick skolan ställning som högskola. Konrad Mägi ledde skolan från dess start till sin död 1925. Mellan 1929 och 1940 var skulptören Anton Starkopf dess direktör. Andra professorer under skolans tidiga skede var Ado Vabbe i grafisk konst, Nikolai Triik i målning och grafik och Voldemar Mellik i teckning.  (dessin). Parallellt anordnade Pallas konstförening utställningar med konstnärer, varav de första med verk av Otto Dix, Natalja Gontjarova och Michail Larionov.
I slutet av den tyska ockupationen 1944 flydde många konstnärer till Sverige eller Finland, och därifrån ofta vidare till USA och Kanada. Pallas konstakademi fortsatte dock att bedriva undervisning under krigsåren. Skolbyggnaden förstördes av brand 1944. Efter andra världskriget avlöstes skolan av Estlands statliga konstinstitut och den upplöstes slutligen 1951.